# 창이구

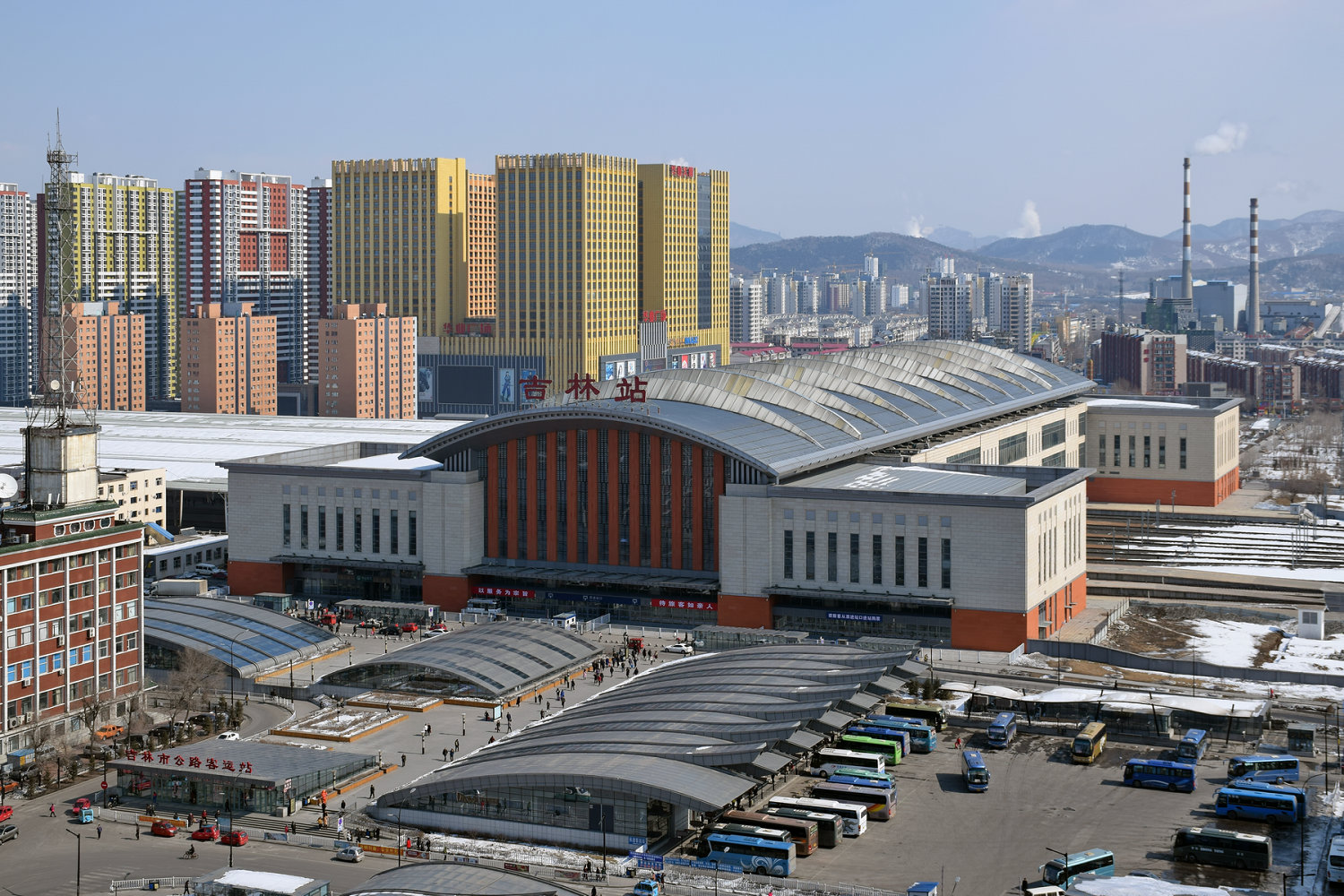

창이구(한국어: 창읍구, 중국어: 昌邑区, 병음: Chāngyì Qū)는 중화인민공화국 지린성 지린시의 행정구역이다. 넓이는 865km2이고, 인구는 2007년 기준으로 610,000명이다.

## 행정 구역
16개 가도, 3개 진, 1개 향을 관할한다.
- 가도: 哈达湾街道, 兴华街道, 延江街道, 延安街道, 民主街道, 通江街道, 文庙街道, 怡春里街道, 维昌街道, 新地号街道, 站前街道, 莲花街道, 新建街道, 东局子街道, 双吉街道, 九站街道.
- 진: 孤店子镇, 桦皮厂镇, 左家镇.
- 향: 九站乡.